# Gewerbe-Blatt für das Königreich Hannover
Gewerbe-Blatt für das Königreich Hannover war eine in den Jahren 1842 bis 1844 erschienene Zeitschrift. Das bei der Hahnschen Hofbuchhandlung erschienene Blatt wurde unter der Leitung der Direktion des Gewerbe-Vereins herausgegeben und publizierte Artikel zu gewerbliche Angelegenheiten im Königreich Hannover, insbesondere zu Handel, Kommunikation und Verkehr.
Das von anderen zeitgenössischen Blättern wie beispielsweise dem von Julius Ambrosius Hülße und Albert Christian Weinlig in Leipzig herausgegebenen Polytechnischen Central-Blatt auch als Hannöverisches Gewerbeblatt oder Hannöversches Gewerbeblatt bezeichnete Medium befasste sich beispielsweise mit den „[…] Feuerspritzen des Hofmechanikus Hohnbaum in Hannover.“